# Джулио-Агрикола (станция метро)
Джулио-Агрикола — станция линии А римского метрополитена. Открыта в 1980 году.

## Окрестности и достопримечательности
Вблизи станции расположены:
- Виа Тусколана
- Аква Клавдия
- Церковь Дон-Боско и Чинечитта
- Церковь Сан-Поликарпо

## Наземный транспорт
Автобусы: 590.